# Foloi (Peloponnes)
Die Ebene von Foloi (griechisch οροπέδιο της Φολόης) liegt in den südwestlichen niederen Ausläufern des Erymanthos zwischen Foloi und Pinia (Πηνεία). Die Ebene umfasst Gebiete der Gemeinden Lasionos (Δήμος Λασιώνος) und Foloi (Δήμος Φολόης) und grenzt an die Gemeinden Lampias (Δήμος Λαμπείας) und Olenis (Δήμος Ωλένης). Die Hochebene trägt den gleichnamigen Eichenwald (griechisch Δρυοδάσος Φολόης, Dryodasos Foloi), einen der größten Eichenwälder Südeuropas. Er umfasst mehr als 40 km². Der Wald liegt zwischen den Flussgebieten des Erymanthos (Fluss) und Pinios und gehört damit zum Gebiet von Elis und grenzt an Arkadien. Die schwierigen klimatischen und geologischen Bedingungen verleihen dem Wald höchst schützenswerten Charakter. Die Flüsse Alfios und Pinios werden aus seinen Wasserreservoirs gespeist. Der Waldkomplex Kapeli-Foloi (Κάπελη-Φολόη) mit einer durchschnittlichen Höhe von 600 m über dem Meer beherbergt ein reiches Ökosystem mit einer Vielzahl von Pflanzen und Tieren. Jagd ist vom 20. August bis Ende Februar verboten. Darüber hinaus gibt es Schutzzonen, in denen ganzjährig nicht gejagt werden darf.
Heute gibt es auch einige Gebiete, in denen für Anwohner, wie die Anwohner von Dasarchiou Pyrgou (Δασαρχείου Πύργου), die Gewinnung von Brennholz und in kleinem Umfang auch Holzgewinnung erlaubt ist.

## Geographie
Die Hochebene Foloi-Kapeli (Φολόη-Κάπελη) erstreckt sich über das Bergland des Regionalbezirks Elis und grenzt an die Regionalbezirke Arkadien und Achaia auf den südwestlichen Ausläufern des Erymanthos. Es handelt sich um Gebiete der Gemeinden Lasionos, Foli sowie Lampias und Olenis.
Kapeli war früher ein zusammenhängendes Gebiet. Der Name (dt.: Hütchen) bezeichnet "dichten Wald" beziehungsweise "reichen Wald". Manchmal wird das Gebiet auch als "Balkon von Elis" (μπαλκόνι της Ηλείας) bezeichnet. Zerteilt wird sie von Schluchten, die lokal als "Androniki" (Αντρωνέικη) bezeichnet werden, die in die Großen Einschnitte von Koumaneki (Κουμανέικη) und Giarmeniki (Γιαρμενέικη) münden. Dort verlaufen die Flüsse Pinios und Piniakos Ladonas, deren Schlucht sich nach Androni Ilias (Αντρώνι Ηλείας) wendet. Diese Schluchten bilden Lebensräume von großem ökologischem Wert.
Viele nummerierte Forststraßen sind zum Reiten oder Fahrradfahren geeignet. In der Gegend von Laka-pousi (Λάκα-πούσι) wurden auf 100 ha vor 20 Jahren Versuche mit neuen Pflanzen unternommen.
Die umfassende ökologische Bedeutung des Waldgebietes wird auch durch seine Funktion für die Vögel Griechenlands deutlich (ΣΠΠΕ). Er wurde durch die Habitat-Richtlinie (92/43/EWG) der Europäischen Union in das Netzwerk von Naturschutzgebieten Natura 2000 aufgenommen.
Man sagt, das Herakles hier den Erymanthischen Eber gejagt habe.

## Klima
Kapeli ist trocken und im Sommer sehr dürr. Feuchtigkeit hält sich nur im Boden, weil durch die dichte Vegetation die Verdunstung auf kleinräumige Gebiete beschränkt bleibt.

## Mythologie
Schon in der Antike galt der Foloi-Wald bei den Griechen als geheimnisvoll. Seinen Namen "Pholóē" hat er von dem König der Kentauren Pholos, einem Freund von Herakles. Und man hielt die Wälder für den Lebensraum von Kentauren und Elfen, so genannten Dryaden (Δρυάδες – "Eichenelfen").

## Flora

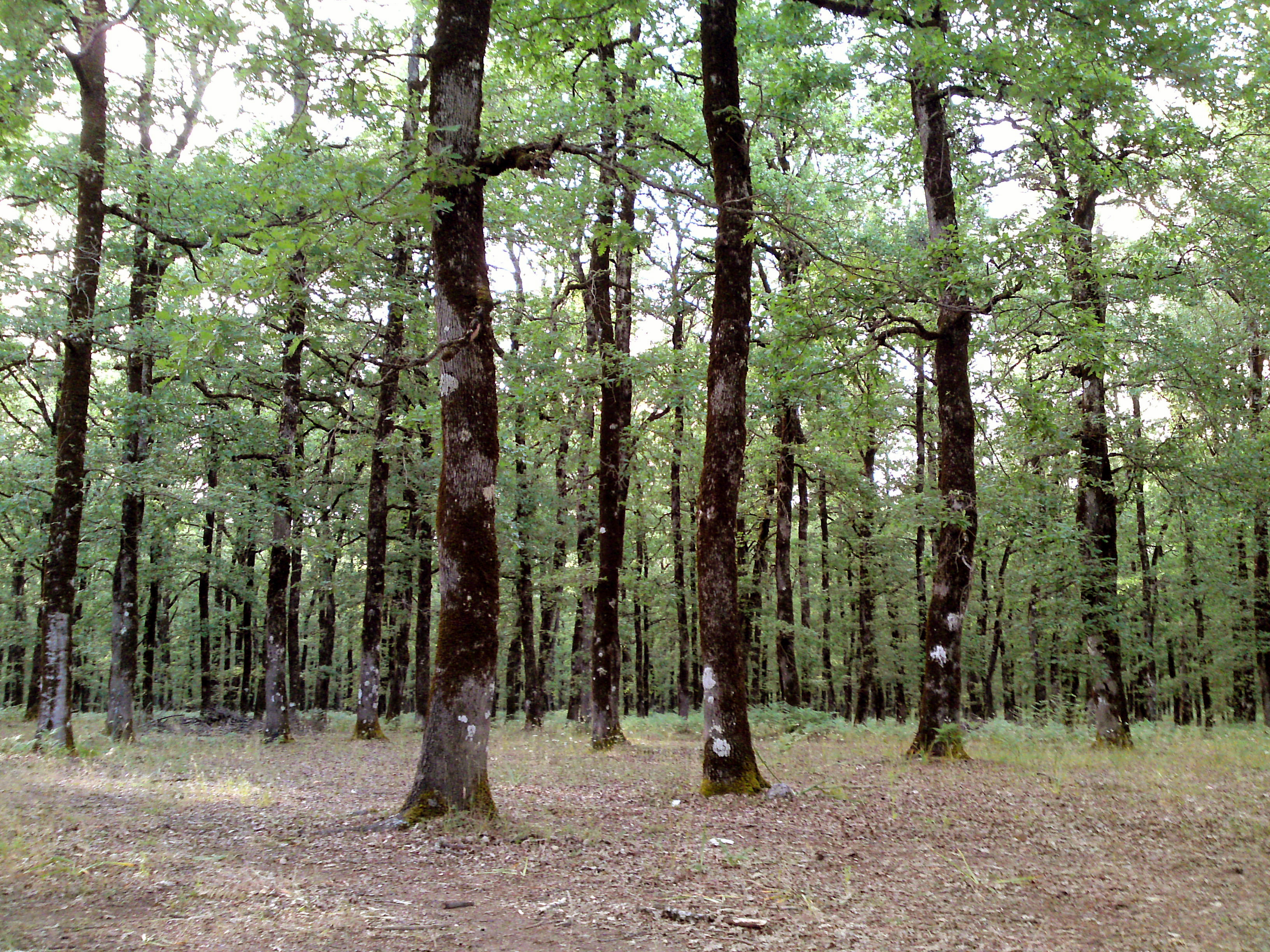
Im Foloi Eichenwald

Der Baumbestand des Foloi-Eichenwaldes besteht vor allem aus Ungarischer Eiche. Daneben kommen vor allem in der Nähe von Dörfern Kastanien, Buchen, Platanen, Kermes-Eiche, sowie Erdbeerbäume (κουμαριά), Heidekräuter (ρείκι), Walnüsse, Obstbäume und Gebirgspflanzen vor. ein großer Teil des Waldes ist jedoch stark vom Menschen beeinflusst worden, sei es durch Rodung, Holzeinschlag oder andere Nutzungen. Im Unterbewuchs fällt überall der Weidezeiger Asphodelus auf.

## Fauna
Das Gebiet ist ein artenreiches Rückzugsgebiet für seltene Tiere, vor allem Vögel:
In den dichten Wäldern brüten Schlangenadler (φιδαετός – Circaetus gallicus), Steinadler (χρυσαετός – Aquila chrysaetos), Eleonorenfalke (Falco eleonorae), Uhus (μπούφος – Bubo bubo) auch Eisvogel (Αλκυόνη – Alcedo atthis), Mittelspecht (Dendrocopos medius)  und Maskengrasmücke (μουστακοτσιροβάκος – Sylvia rueppelli), Turteltaube (τρυγόνι – Streptopelia turtur), Wiedehopf (τσαλαπετεινούς Upupa epops), Sperber (Ξεφτέρι Accipiter nisus) und Zwergohreulen (Otus scops) haben bedeutende Vorkommen.
Daneben haben viele Säugetiere ein wichtiges Rückzugsgebiet im Wald: Wildschweine, Rehe (ζαρκάδι), Hirsche, Hasen, Marder (κουνάβι), Füchse, Goldschakale, Mauswiesel (νυφίτσα), Stacheligel (σκαντζόχοιρος) und Griechische Landschildkröten.
Und es gibt eine Vielzahl von Kleintieren: Vipern (οχιά), Kreuzottern (αστρίτης), Balkan-Zornnatter (δεντρογαλιά), Vipern (αστριτοχιά), Nattern (σαΐτες), Eidechsen, Blindschleichen (γαϊδουρομουστέλα).

## Naturschutz
Der Wald von Foloi gehört zum Schutzgebietssystem Natura 2000 der Europäischen Union. Das Schutzgebiet erreicht eine Größe von knapp 9742 Hektar.

## Lokale Produkte
Der größte Teil der Einwohner lebt von der Landwirtschaft. Aus der Milch der Ziegen und Schafe wird Feta hergestellt sowie Myzithra und Joghurt, bei Bedarf auch andere Milchprodukte. Das Fleisch ist von außergewöhnlicher Qualität. Der Boden und die klimatischen Bedingungen begünstigen die Produktion von Nüssen, Kirschen und Wein. Auch der Honig ist eine regionale Spezialität. Dieser Honig erhält vom Nektar der Blüten von Kastanien seine charakteristische dunkle Farbe.